# Кутуб аль-Арбаа

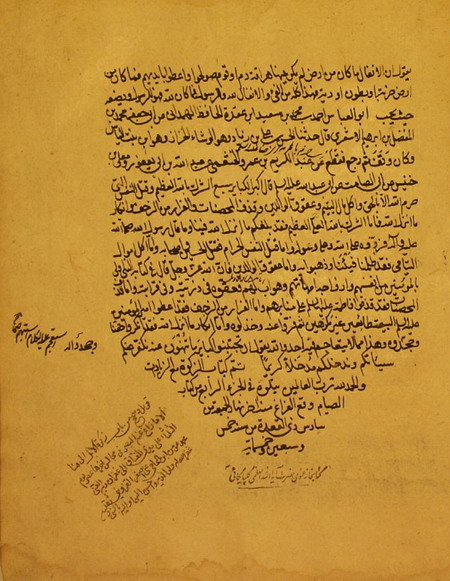
Рукопись «Тахзиб аль-ахкам».

Ку́туб аль-А́рба’а (араб. الكتب الأربعة‎ — «Четверокни́жие») — четыре самых авторитетных сборников хадисов у шиитов-двунадесятников: «аль-Кафи» аль-Кулайни, «Ман ла йахдуруху-ль-факих» Ибн Бабавайха ас-Садука, «Тахзиб аль-ахкам» и «аль-Истибсар» Шейха ат-Туси.
Известно, что шииты используют сборники хадисов и преданий, отличные от книг суннитов, и самыми достоверными и известными книгами у шиитов считаются вышеназванные четыре сборника хадисов (в противовес «Шестикнижию» суннитов — Кутуб ас-ситта). В отличие от суннитских хадисов, шиитские предания передаются только от безгрешных (по мнению шиитов) имамов, потомков Али ибн Абу Талиба от его жены Фатимы.
Самым ранним сборником из шиитского «Четверокнижия» является «аль-Кафи» аль-Кулайни, который умер в 941 году. Автор «Ман ла йахдуруху-ль-факих» Ибн Бабавайх жил в 918—992 годах. Составитель двух последних сборников — «Тахзиб аль-ахкам» и «аль-Истибсар» Шейх ат-Таифа ат-Туси жил в 966—1067 годах. Все они родились и жили на территории современного Ирана, где ныне шиитское направление ислама является государственной религией.
Шиитский марджа Мухаммед Садик ас-Садр говорил:

Воистину, шииты едины в уважении к Четырём книгам: «Усуль аль-Кафи», «ат-Тахзиб», «аль-Истибсар» и «Ман ла йахдурхуу-ль-факих», (они также едины) в утверждении достоверности всех содержащихся в них преданий.
Оригинальный текст (ар.)إن الشيعة مجمعة على اعتبار الكتب الأربعة: أصول الكافي والتهذيب والاستبصار ومن لا يحضره الفقيه، وقائلة بصحة كل ما فيها من روايات
— Мухаммед Садик ас-Садр. Аш-Ши’а = الشيعة. — С. 5.